# Муромский завод радиоизмерительных приборов
АО «Муромский завод радиоизмерительных приборов» (МЗ РИП) — советское/российское предприятие, выпускающее радиоэлектронную аппаратуру, является головным предприятием по выпуску наземных радиолокаторов, радиолокационных систем посадки самолетов.
Располагается в Муроме.
Основан 4 мая 1947 года постановлением Совета Министров СССР. В октябре 1949 года завод выпустил первую продукцию.
Завод выпускает гражданскую продукцию — бытовую радиоаппаратуру — электромузыкальные инструменты, усилительно-акустические комплексы.

## Продукция завода
- РЛС 1РЛ13 разработки ВНИИРТ, г. Москва
- РЛС 35Н6 (Каста) разработки ВНИИРТ, г. Москва
- РЛС 51У6 (Каста-2Е1) разработки ВНИИРТ, г. Москва
- РЛС 39Н6Е  разработки ВНИИРТ, г. Москва
- 9С15МТ3 разработки НИИИП, г. Новосибирск
- 64Л6 (ГАММА-С1)
- РЛ13, 1РЛ134, 1РЛ82, РСП 7, РСП 10, 1РЛ51, 19Ж6, стойка ПДА.

Гражданская продукция:
- радиолы: Весна, Гамма, Гамма-В, Рассвет, Резонанс, Лира, Бирюза, Муромец, Муромец-62, Муромец-62М, Кантата, Кантата-М, Кантата-203, Кантата-204, Кантата-205С, Элегия-102С, Элегия-106С, Элегия-106С-1;
- радиоприемник: Муромец,
- усилители: Электрон-20, Электрон-103С, Электрон-104С, Эстрада-101, Эстрада-201;
- магнитофон-приставка: Ода-303С,
- магниторадиола: Ода-201С,
- магниторадиолы стереофонические: Ода РЭМД-201С, Ода РЭМД-201С-2, Ода РМД-202С, Ода-302;
- стереофонический миникомплексы: Ода-101С, Ода-102С, Ода-102СВР;
- тюнер: Ода Т-102С,
- приёмник проводного вещания трёхпрограммный: Ода-210,
- абонентский громкоговоритель: 1,5ГД-2М,
- электромузыкальные инструменты: Юность,
- мидиклавиатура: Юность М32 MIDI,
- домашние компьютеры: Криста (1986), Квазар-86 (1992).